# Гуренко Юрій Вікторович
Гуренко Юрій Вікторович (13 липня 1974 р., м. Київ) - український громадський діяч, керівник Київського міського осередку політичної партії "Правий сектор", боєць Добовольчого Українського Корпусу "Правого сектору". З травня 2022 року мобілізувався до лав ЗСУ.

### Громадська діяльність
Долучився до активної громадсько-політичної діяльності за часів "Помаранчевої революції". Активний учасник Революції Гідності. З початком Російсько-Української війни займається волонтерською діяльністю. З травня 2017 року — ініціатор заснування ГО “Живи вільно", основною сферою діяльності якої є надання психологічної допомоги ветеранам АТО та жертвам фізичного насилля. З червня 2018 року співорганізатор громадської ініціативи створення скверу імені Василя Сліпака в м. Києві та організатор проведення щорічного вечору пам'яті Василя Сліпака.
З травня 2019 року очолив Київський міський осередок політичної партії "Правий сектор". Також з 2019 року організатор та постійний учасник координаційної ради Маршу УПА в м. Києві на Покрову.
На парламентських виборах 2019 року був кандидатом в депутати ВРУ від Об'єднаних Націоналістів. На виборах в Київську міську раду наступного року балотувався другим номером в списку від "Правого сектора".  В Серпні 2020 року в Арт-сквері ім. Василя Сліпака організував презентацію книги Ларіси Ніцой “Незламні мураші“. Презентація потрапила в ключові російські ЗМІ завдяки атракціону “Розстріляй Кремль”.
В жовтні 2021 року виступив співорганізатором встановлення в місті Київ першого пам'ятного знаку Степана Бандери. Засновник та ініціатор створення Ордена ім. Степана Бандери, отримав благословення на впровадження цієї нагороди від Митрополиту Київського і всієї України, Предстоятеля Православної Церкви України, Блаженнішого Епіфанія.
З початком повномастштабного вторгнення Росії в Україну служить бійцем в лавах Добровольчого Українського корпусу "Правий сектор". Брав участь в оборогі Києва, очолював загін добровольців на правобережжі Київщини